# Matic Osovnikar

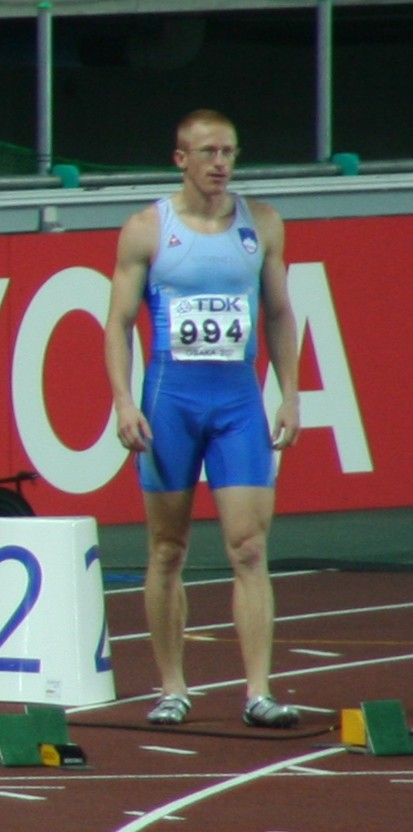
Matic Osovnikar

Matic Osovnikar (* 19. Januar 1980 in Kranj) ist ein ehemaliger slowenischer Leichtathlet.
Bei seiner Teilnahme an den Olympischen Sommerspielen 2004 in Athen schied er über 100 Meter in der zweiten Runde sowie über 200 Meter im Halbfinale aus. Bei den Mittelmeerspielen 2005 in Almería gewann er über 100 Meter und 200 Meter jeweils eine Goldmedaille und in der 4-mal-100-Meter-Staffel eine Bronzemedaille.
2006 gewann er bei den Leichtathletik-Europameisterschaften in Göteborg die Bronzemedaille über 100 Meter.
Bei den Leichtathletik-Weltmeisterschaften 2007 in Osaka verbesserte er den von ihm gehaltenen Landesrekord über 100 Meter auf 10,13 s. Im Endlauf belegte er mit 10,23 s den siebten Platz.
Matic Osovnikar hatte bei einer Größe von 1,79 m ein Wettkampfgewicht von 77 kg.